# Barbodes palaemophagus
Barbodes palaemophagus é uma espécie extinta de peixe actinopterígeo da família Cyprinidae.
Apenas pode ser encontrada nas Filipinas.